# Altjührden

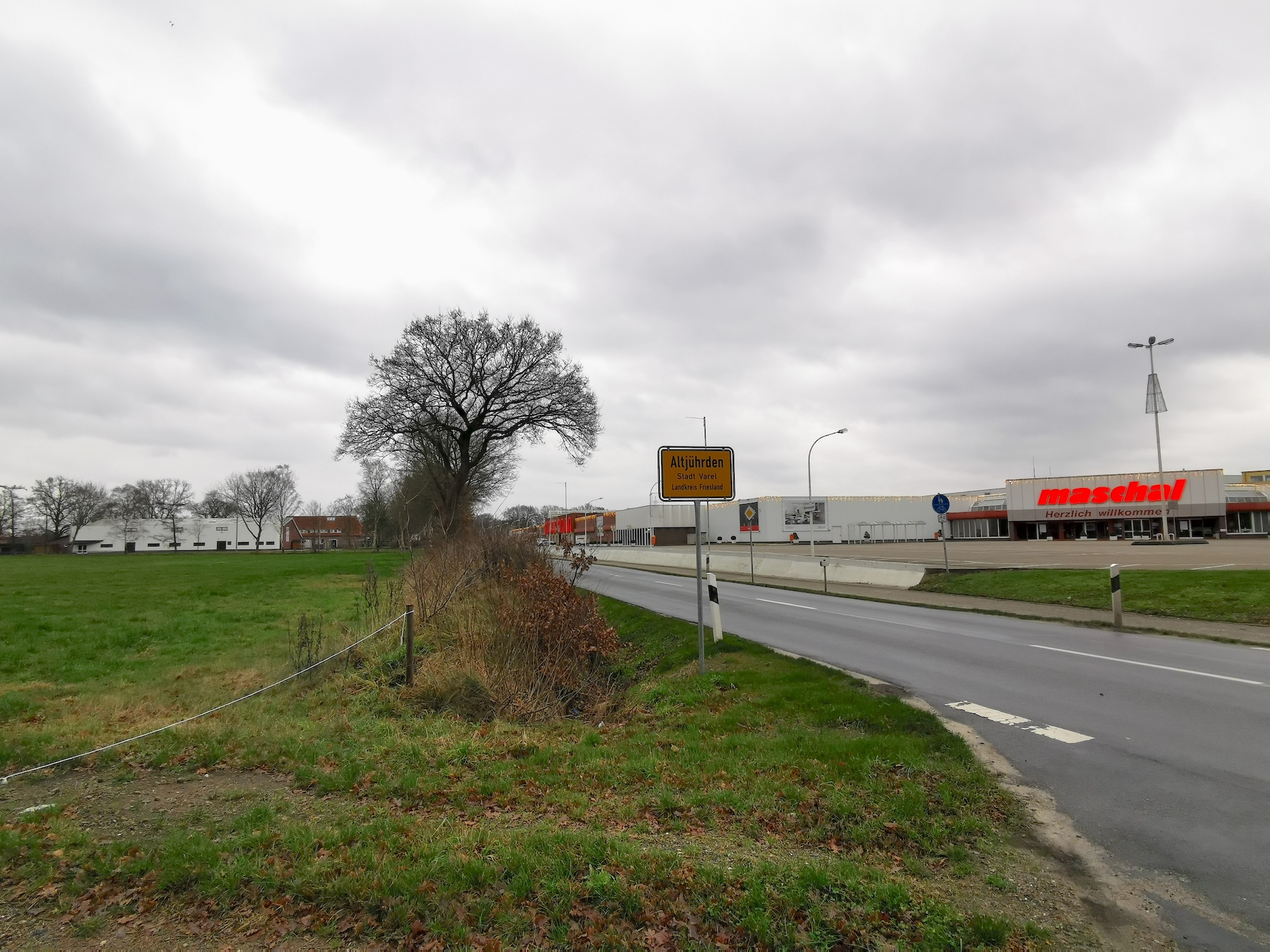
Ortseinfahrt von Altjührden. Links im Hintergrund Manfred-Schmidt-Sporthalle, rechts Möbelmarkt „Maschal“

Altjührden ist ein Stadtteil von Varel im Landkreis Friesland in Niedersachsen. 

## Lage
Altjührden grenzt im Süden an den Landkreis Ammerland und im Norden an den Vareler Stadtteil Obenstrohe. Den Ortskern bildet die Kreisstraße 105, die Westersteder Straße, an der die meisten Bewohner wohnen. Die Westersteder Straße mündet innerhalb der Ortschaft in die Landstraße 819, die als Wiefelsteder Straße von Obenstrohe über Spohle nach Wiefelstede führt. 

## Geschichte
Im 15. Jahrhundert siedelte sich die Familie „tho Oldejührden“ an. Dem Namen der Familie entsprechend hieß der Ort anfangs „Oldejührden“. Im Laufe der Zeit wurde hieraus schließlich „Altjührden“. Zu Beginn des 19. Jahrhunderts hatte Altjührden lediglich 260 Einwohner und war fast ausschließlich landwirtschaftlich geprägt. So führten noch bis ins 19. Jahrhundert hinein lediglich unbefestigte Wege durch Altjührden. Dies änderte sich als 1888 die erste befestigte Straße, heute die Westersteder Straße, gebaut wurde. Trotz der geringen Größe bekam Altjührden bereits im Jahr 1766 eine eigene Schule. Das heutige Schulgebäude an der Altjührdener Straße wurde im Jahr 1912 fertig gestellt.
Nach dem Zweiten Weltkrieg erlebte der Ort einen wirtschaftlichen Aufschwung. Es siedelten sich unter anderem Mühlen, Molkereien, Gemischtwarengeschäfte und Kneipen an.
Altjührden war bis zum 30. Juni 1972 Teil der Gemeinde Varel-Land.

## Wirtschaft und Infrastruktur
In Altjührden ist seit 1959 ein Möbelgeschäft ansässig. Des Weiteren ist Futtermittel-Lieferant mit regionaler Bedeutung in Altjührden ansässig. Auch spielen landwirtschaftliche Betriebe nach wie vor eine große Rolle. 

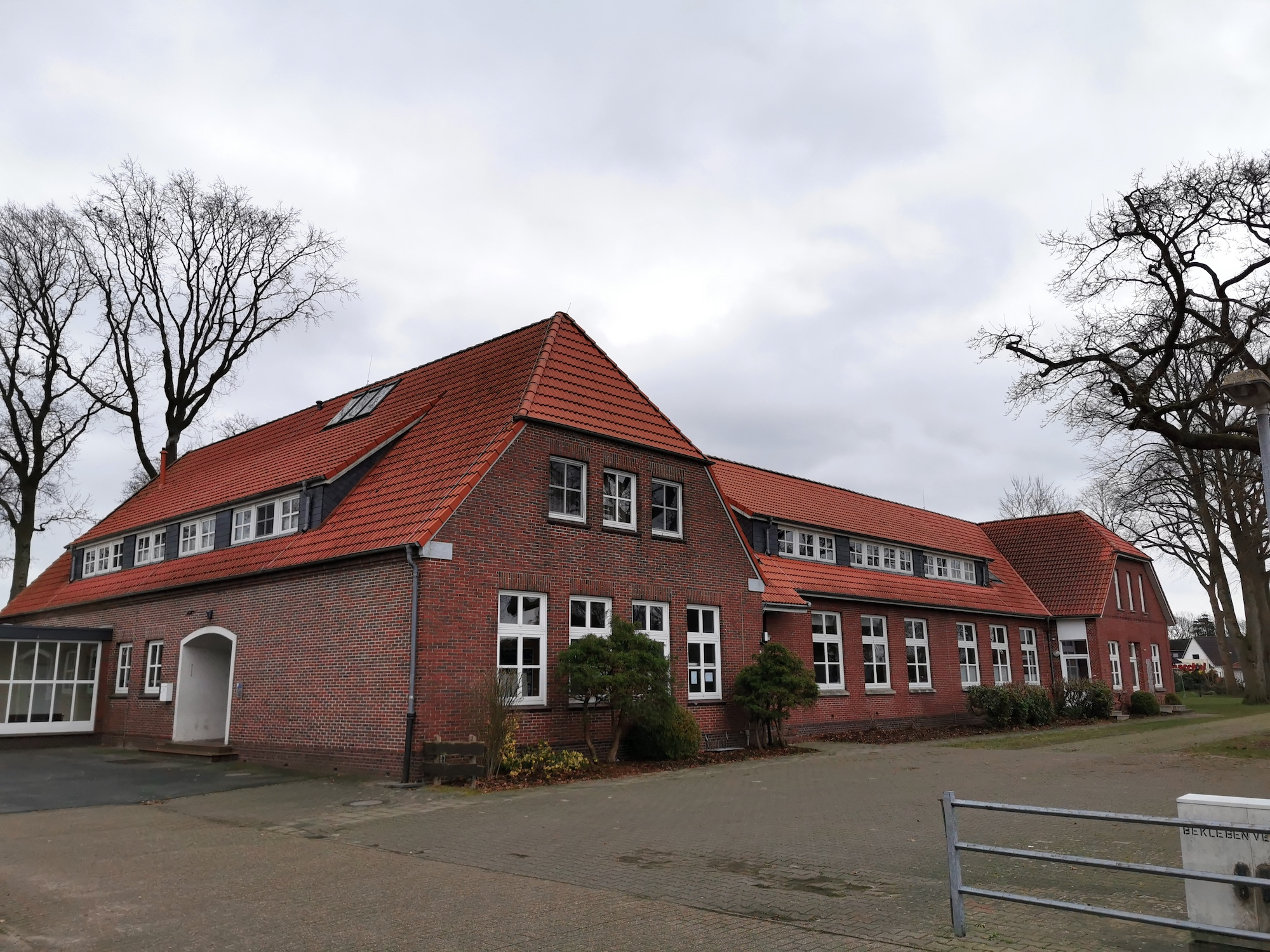
In diesem Gebäude befand sich bis 2013 die Altjührdener Grundschule

In Altjührden gab es eine Grundschule, die jedoch mangels neuer Schüler 2013 geschlossen wurde. In die Räumlichkeiten zog eine Förderschule für Mädchen ein.

## Sport
In der „Manfred-Schmidt-Sporthalle“ trägt die SG/VTB Altjührden ihre Heimspiele aus.